# West Haven (Vermont)
West Haven – miasto w Stanach Zjednoczonych, w stanie Vermont, w hrabstwie Rutland.